# FIFA (Computerspielreihe)
Die EA-Sports-FC-Reihe (früher auch als FIFA, FIFA Football oder FIFA Soccer bekannt) ist eine von EA Canada entwickelte Serie von Fußballsimulationen, die unter dem Markennamen EA Sports veröffentlicht wird. Sie besteht seit Ende 1993 mit der Veröffentlichung von FIFA International Soccer. Seither erscheint jährlich eine neue Ausgabe des Spiels mit den neuesten Daten aus der Welt des Fußballs, sodass die Serie bisher aus mehr als 20 Spielen besteht. Die aktuelle Version EA Sports FC 25 ist am 27. September 2024 für PC und diverse Konsolen erschienen. Neben den Hauptspielen, die eine fortlaufende Jahreszahl im Titel tragen, veröffentlicht EA Sports in unregelmäßigen Abständen sich unterscheidende Ableger (vgl. FIFA Street) der Spiele sowie eigenständige Versionen zu Welt- und Europameisterschaften.
Die letzten Werbebotschafter waren u. a. Lionel Messi, Marco Reus, Cristiano Ronaldo und Eden Hazard.

## Entwickler
Herausgegeben werden die Spiele der Reihe vom US-amerikanischen Softwarehersteller Electronic Arts. Entwickelt wird die Spielereihe von der Tochterfirma EA Canada unter dem Markennamen EA Sports.

## Umfang
Durch die komplette Lizenzierung des Spiels durch die FIFA, die FIFPro und zahlreiche nationale Verbände bietet die Reihe eine große Anzahl an internationalen Ligen, Spielern und Nationalmannschaften.
Die Anzahl der spielbaren Turniere schwankt in jeder Version, EA behält es sich in den letzten Jahren vor, einzelne Wettbewerbe wie die Fußballwelt- und Europameisterschaften als separate Spiele zu veröffentlichen und diese Turniere nicht in FIFA zu integrieren (zuletzt FIFA World Cup 2014). Im Teil FIFA 17 sind insgesamt über 30 Ligen und 650 lizenzierte Mannschaften enthalten.
Im Karrieremodus kann man sich ein Team aussuchen, das man dann durch bis zu 15 Saisons begleitet. Als Trainer und Manager zugleich werden neben dem gewohnten Spielgeschehen Verträge ausgehandelt und Spieler verpflichtet. Des Weiteren kann man auch nur einen einzigen Spieler und dessen Werdegang spielen. In diesem Spielmodus kann man zwischen einem eigens hierfür erstellten Spieler oder einem bereits existierenden Fußballer auswählen.
Neben dem Freundschaftsspiel-, dem Turnier-, dem Karriere- sowie dem Ligamodus verfügt die Reihe sowohl über einen Mehrspielermodus als auch einen Editor, mit dem man Änderungen im Spiel, wie zum Beispiel am Spieleraussehen, an Taktiken und Mannschaftsaufstellungen, vornehmen kann. Der offizielle externe Editor Creation Center ermöglicht weitere Änderungen an Spielern, Mannschaften, Trikots, Bällen etc. und das Hinzufügen von eigens erstellen Mannschaften.

## Geschichte

### 1990er Jahre
Mit FIFA International Soccer erschien 1993 der erste Titel der FIFA-Spiele des Herstellers Electronic Arts exklusiv für den Sega Mega Drive. Ende desselben Jahres erschien eine Umsetzung für den PC (MS-DOS) und im darauffolgenden Jahr für 3DO, Amiga, Game Gear, Mega-CD, Game Boy und Super Nintendo Entertainment System. Noch 1996 wurde der erste Teil für den brasilianischen Markt auf das Sega Master System portiert. Zudem war der Teil als Bonus in FIFA 06 auf der PlayStation 2 integriert.
Die Grafik basierte auf einer isometrischen Perspektive und nutzte einfache 2D-Sprites. Die 3DO-Version des Spiels besaß jedoch im Gegensatz zu den anderen Plattformen bereits 1994 eine 3D-Grafik in SVGA-Auflösung. Auf dem PC wurde erst mit FIFA 96 auf 3D-Grafik umgestellt.
FIFA Soccer 95 erschien im Folgejahr 1994 exklusiv für den Mega Drive und erweiterte die Version des Vorjahres um Vereinsmannschaften internationaler Ligen.

### 2000er Jahre
Mit FIFA 2000 wurde erstmals die Major League Soccer aus den Vereinigten Staaten eingeführt, zudem wurden die dänische Superliga, die griechische Super League, die Ligat ha’Al aus Israel, die norwegische Eliteserien und die türkische Süper Lig hinzugefügt. Aufmerksamkeit erregte der Ableger wegen des Turnierverbotes auf LAN-Parties.
Während die Änderungen in FIFA 2001 im Gegensatz zum Vorgänger nur marginal ausfielen, waren im 2002 erschienenen Nachfolger FIFA Football 2002 einige Neuerungen enthalten. So wurde auf ein neues Passspiel mit einer Schusskraftanzeige und eine verbesserte Optik gesetzt, die zusammen mit der diesmal frei konfigurierbaren Steuerung ein neues Spielerlebnis schuf. Mit FIFA 2002 wurden zudem Ermüdungserscheinungen und Verletzungen der Spieler im Spiel integriert. Als Besonderheit wurde dem Spiel die Qualifikation zur bevorstehenden Fußball-Weltmeisterschaft 2002 hinzugefügt.
Mit FIFA 2003 debütierte die Spieleserie auch auf dem Nintendo GameCube. Im Spiel wurden während eines laufenden Fußballspiels neben den üblichen Statistiken wie „Ballbesitz“ oder „Torschüsse“ nun auch weitere Informationen wie „Schüsse aufs Tor“ oder „Zweikämpfe“ angezeigt. Die Steuerung wurde im Gegensatz zum Vorgänger wieder etwas simpler, aber auch ausgereifter präsentiert: dabei wurden die Bewegungen der Spieler überarbeitet und auch das Spielgerät selbst erhielt eine neu entwickelte Ballphysik.
Mit FIFA Football 2004 erhielt die FIFA-Serie eine deutlich bessere Defensiv-KI der Gegner, die das Aufbauspiel in Richtung des gegnerischen Strafraums grundsätzlich erschwerte. Gleichzeitig wurde mit dem neuen „Off the Ball“-Feature aber auch eine Funktion für erleichtertes Passspiel hinzugefügt, bei der mittels Knopfdruck der Empfänger des gespielten Passes ausgewählt werden konnte. Mit dem neu hinzugefügten Trainingsmodus konnte das neue Gameplay verinnerlicht werden. Im ebenfalls neuen „Dynasty-Modus“ war es zudem möglich, einen Wunschverein als Trainer zu übernehmen und diesen im Laufe der Saison mittels Spielertransfers und dem Abschluss diverser Ziele zum Erfolg zu führen. Erwähnenswert ist zudem, dass GameCube- und Xbox-Spieler auf einen Online-Modus verzichten mussten. Sony hatte für das Onlinespiel einen Exklusivvertrag mit EA ausgehandelt.
FIFA 2005 wurde im Gegensatz zu den meisten Vorgängern relativ verhalten verbessert. Kritisiert wurden wie bereits im Vorgänger die träge Offensiv-KI des eigenen Teams und auch die Physik des Balles. Mit dem neuen First Touch-System wurden die Bewegungen der Spieler hingegen verbessert und auch die Präzision und Gefährlichkeit von Flanken wurden erhöht.
Mit FIFA 06 wurde unter anderem die neue „Teamchemie“ in den Karrieremodus eingefügt, die sich aus den Werten Moral und Erfahrung zusammensetzte: viele Einsätze der jeweiligen Spieler des gewählten Teams ließen die Teamchemie unter anderem steigen, Freigaben für Transfers oder Ausleihen verringerten diese hingegen. Zudem wurden dem Spiel diverse Herausforderungen hinzugefügt, in denen es unter anderem gilt, ein verlorenen geglaubtes Spiel ab der 85. Minute noch in einen Sieg zu drehen oder einen Hattrick zu erzielen.
In FIFA 07 wurde erstmals die Physik des Spielers und des Balles getrennt und das gesamte Spiel ließ sich so individueller und geschmeidiger spielen. In den Vorgängerspielen hatte es oftmals den Eindruck, als würde der Spielball am Fuß des Spielers „kleben“.
Seit FIFA 08 enthält das Spiel den sogenannten „Be a Pro“-Modus, in welchem man mit einem vorhandenen oder selbst erstellten Spieler dessen Karriere durchspielen kann. Während der Saison sammelt man „Attribute“-Punkte, mit denen man die Fähigkeiten seines Spielers verbessern kann. Zudem wurde eine neue „Third Person“-Kamera eingeführt, welche dem Spieler ein realistisches und nahes Bild vom Geschehen auf dem Platz vermitteln soll. Die Spieleserie wurde zudem erstmals auf der Wii veröffentlicht.
In FIFA 09 für die Nintendo Wii wurde zum ersten und einzigen Mal ein neuer Spielemodus namens „Footii Match“ eingeführt. Hierbei spielt man mit Mannschaften, die aus Miis bestehen, mit je 8 Spielern. Insgesamt sind 10 Mannschaften vertreten, davon 9 „Nationalteams“, deren „Kapitän“ je ein bekannter Spieler darstellt. Folgende Nationen sind vertreten: Brasilien (Ronaldinho), England (Wayne Rooney), Frankreich (Franck Ribéry), Deutschland (Kevin Kurányi), Tschechien (Petr Čech), USA (Maurice Edu), Schweiz (Tranquillo Barnetta), Portugal (Ricardo Quaresma) und Argentinien (Gonzalo Higuaín). Als zehnte Mannschaft ist das sog. „All-Star-Team“ im Spiel enthalten. Dieses besteht aus den vorgenannten Nationalmannschaftsstars.

### 2010er Jahre
Mit FIFA 10 wurde die Spielserie erstmals seit Jahren wieder ähnlich stark bewertet wie der Konkurrent Pro Evolution Soccer aus dem Hause Konami. Dies lag vor allem an der neuen spielerischen Freiheit und dem weiter verbesserten Gameplay im Gegensatz zum Vorgänger.
In FIFA 11 wurden den Spielern unter dem Begriff „Personality“ erstmals spezielle Attribute wie Knipser oder Spielmacher zugeordnet, die dazu führten, dass diverse Fähigkeiten von den jeweiligen Spielern weiter ausgereift waren als andere. Auch spielerisch und optisch zeigte sich FIFA 11 im Gegensatz zum Vorgänger deutlich verbessert. Zudem erhielt man in diesem Teil erstmals die Möglichkeit, auch den eigenen Torwart selbst zu steuern.
Die größten Neuerungen bei FIFA 12 ließen sich im allgemeinen Gameplay ausmachen: so bewirkt die Player Impact Engine realistischere Kollisionen bei Zweikämpfen und Fouls oder auch intensivere Laufduelle, während der neue Verteidigungsstil namens Tactical Defending ein gutes Timing in der Defensive erfordert, um an den Ball zu gelangen.
FIFA 13 konnte vor allem durch weiter verbessertes Gameplay mit intelligenteren Laufwegen der eigenen Mitspieler und natürlicheren Bewegungen der Spieler in Zweikämpfen und Ballaktionen punkten und fügte erstmals Trainer und sich aufwärmende Spieler am Spielfeldrand ins Spiel ein. Die zweite Generation der Player Impact Engine wurde zudem auf Aktionen ohne Ball erweitert und ließ so beispielsweise auch Verteidiger bei anstehenden Eckstößen um die beste Positionierung kämpfen. Eine weitere Neuerung wurde unter dem Namen FIFA 13 Tactical Free Kicks ins Spiel integriert. Dabei konnten verschiedene Freistoßvarianten gebildet und ausgeführt werden.
FIFA 14 erhielt als markanteste Neuerung die sogenannte Locomotion-Engine. Diese sorgt in der Hauptsache dafür, den Körperschwerpunkt stärker in die Bewegungsabläufe der Spieler mit einzubeziehen und so für zusätzlichen Realismus zu sorgen. Eine zusätzliche Neuerung ist die Möglichkeit der Einrichtung von Scouting-Netzwerken zur Talentsichtung im Karrieremodus. 2014 erschien die Serie zudem erstmals als Mobile App auf Microsoft Windows 8 und Microsoft Windows Phone 8. Das Spiel ist kostenlos spielbar, verfügt aber über einen mageren Spielumfang. Nur in der kostenpflichtigen Premiumversion konnten Spieler bis 2015 den Karriere-Modus bestreiten. Seitdem ist lediglich der Modus Ultimate Team verfügbar.
Der Nachfolger FIFA 15 erhielt zahlreiche Detailverbesserungen: so wurden Verschmutzungen an Trikots und Abnutzungen am Rasen hinzugefügt, die Umgebung erhielt eigene Physik und die Optionen bei Standardsituationen und Abstößen des Torhüters wurden erweitert. In der englischen Premier League wurden zudem alle Stadien und die Torlinientechnik umgesetzt.
In FIFA 16 wurde auf vielfachen Wunsch der Frauenfußball eingeführt. Es standen zwölf Nationalmannschaften zur Verfügung: Deutschland, USA, Australien, Brasilien, China, England, Frankreich, Italien, Kanada, Mexiko, Schweden und Spanien. Der damals amtierende Weltmeister Japan ist nicht enthalten. Im Nachfolger FIFA 17 waren es dann schon 16 Frauenmannschaften, unter anderem auch der amtierende Europameister aus den Niederlanden. Es ist nicht möglich, gegen Männermannschaften zu spielen. FIFA 16 war der erste Titel nach 13 Jahren, der nicht für eine mobile Plattform erscheint. Damit hatte FIFA 16 auch den kleinsten Launch seit 2002.
Mit FIFA 17 hat Electronic Arts mit der Umstellung auf die Frostbite-Engine eine grundlegende Veränderung hinsichtlich der Grafik vorgenommen. Der Wechsel gilt jedoch nur für die aktuellen Plattformen PC, PlayStation 4 und Xbox One. Eine Neuerung stellte der Story-Modus „The Journey“ dar, der den Spieler in die Rolle des Premier-League-Nachwuchsstars Alex Hunter schlüpfen lässt. Erstmals sind auch virtuelle Nachbildungen der Trainer im Spiel zu sehen. Insgesamt 20 Trainer aus der Premier League sind in FIFA 17 zu sehen.
In FIFA 18 wurde der Karriere-Modus überarbeitet. So wurden unter anderem Zwischensequenzen bei Vertrags- und Transferverhandlungen hinzugefügt. Ebenfalls werden Transfers per Videoform im Startmenü gezeigt. Der Spieler kann den Spielern nun auch Boni nach einer bestimmten Anzahl von Toren geben, aber auch eine Freigabesumme ist verfügbar. In FIFA 18 Ultimate Team sind „Ikonen“ im Spiel vorhanden, also Spieler, die in der Vergangenheit zu Legenden aufgestiegen sind. Außerdem wurde der neue Modus Squad Battles hinzugefügt, in welchem man mit seinem Team gegen Teams aus aller Welt spielt, die jedoch von einer KI gesteuert werden. Außerdem wird der in FIFA 17 eingeführte Story-Modus um den fiktiven Jungstar Alex Hunter weitergeführt. Die erstmalige Einführung der 3. Fußball-Liga erfolgte ebenfalls in FIFA 2018.
Mit der Lizenz der UEFA Champions League und der UEFA Europa League, die vorher beim Konkurrenten Konami und seinem Spiel Pro Evolution Soccer lag, konnte die größte Neuerung von FIFA 19 im Umfang des Spiels selbst erfolgen. Neben dieser Lizenz wurden auch die Lizenzen für die Serie A, die Chinese Super League und die FIFA Frauen-Weltmeisterschaft erworben. In FIFA 19 ist es zudem möglich, präzisere Schüsse durch das sogenannte Timed Finish auszuführen und die Formation im laufenden Spiel zu verändern.

### 2020er Jahre
In FIFA 20 wurden erneut einige Gameplay-Elemente überarbeitet: so wurde das Timed Finish auch auf die neue Elfmetersteuerung ausgeweitet und die Ausführung von Freistößen verändert.
Mit dem am 9. Oktober 2020 weltweit veröffentlichten FIFA 21 fand die Spieleserie erstmals Einzug auf die neuen Konsolen PlayStation 5 und Xbox Series und wurde zudem auf Google Stadia umgesetzt. Neu im Gameplay waren nun intelligentere Laufwege der KI-gesteuerten Spieler der eigenen Mannschaft, zudem wurde die computergesteuerte Unterstützung in der eigenen Abwehr reduziert. Die prominenteste Änderung erfolgte in diesem Jahr allerdings im spieleigenen Karrieremodus: statt einer Schnellsimulation bei nicht selbst gespielten Spielen erfolgt die Simulation nun
wahlweise über eine Art Radar mit zahlreichen Einstellungs- und Interaktionsmöglichkeiten auch während des Spiels. Auch die Möglichkeit des Positionstraninings (beispielsweise kann aus einem linken Mittelfeldspieler nun ein linker Außenstürmer gemacht werden) wurde neu hinzugefügt.
Nachdem sich die FIFA und EA Sports nicht über die finanziellen Rahmenbedingungen einer weiteren Zusammenarbeit einigen konnten, wird FIFA 23 der letzte Titel der Reihe von EA Sports sein. EA Sports will stattdessen ab 2023 unter dem Namen EA Sports FC seine Fußballsimulation weiterführen. Die FIFA will die FIFA-Reihe allerdings mit einem neuen Publisher weiterführen.
Mit dem Verkaufsstart von EA Sports FC 24, nahm EA am 29. September 2023 sämtliche FIFA-Teile von allen Plattformen aus dem Verkauf und sind daher bei Online-Shops wie Steam seitdem nicht mehr käuflich erwerbbar.

## Chronologie
In der FIFA-Reihe wurden jährlich zum Teil mehrere Spiele veröffentlicht. Grau hinterlegte Titel bezeichnen die jährliche Veröffentlichung des Haupt-Spiels.
| Titel                                         | Jahr | Systeme | Anmerkung |
| --------------------------------------------- | ---- | --- | --- |
| World Cup Carnival                            | 1986 | Amstrad CPC, Commodore 64, ZX Spectrum                                                                                         | nicht von EA Games, aber Titel zur Fußball-Weltmeisterschaft 1986 von Artic Computing                                                   |
| World Cup Soccer: Italia '90                  | 1990 | Amiga, Amstrad CPC, Atari ST, Commodore 64, MSX, ZX Spectrum                                                                   | nicht von EA Games, aber Titel zur Fußball-Weltmeisterschaft 1990 von Virgin Mastertronic                                               |
| Champions of Europe                           | 1992 | Sega Master System | nicht von EA Games, aber Titel zur Fußball-Europameisterschaft 1992 von TecMagik                                                        |
| European Club Soccer                          | 1992 | Sega Mega Drive, Sega Genesis                                                                                                  | nicht von EA Games, aber Titel zur UEFA Champions League 1992/93 von Krisalis Software                                                  |
| FIFA International Soccer                     | 1993 | PC, Amiga, 3DO, SNES, Game Boy, Sega Mega Drive, Sega Mega-CD, Sega Master System, Sega Game Gear                              | |
| World Cup USA '94                             | 1994 | Sega Genesis, Sega Mega-CD, SNES, Sega Master System, Amiga, Sega Game Gear, Game Boy                                          | nicht von EA Games, aber Titel zur Fußball-Weltmeisterschaft 1994 von Virgin Mastertronic                                               |
| FIFA Soccer 95                                | 1994 | Sega Mega Drive | |
| FIFA Soccer 96                                | 1995 | PC, PlayStation, SNES, Game Boy, Sega Saturn, Sega Mega Drive, Sega 32X, Sega Game Gear                                        | |
| UEFA EURO 1996                                | 1996 | PC, Sega Saturn | nicht von EA Games, aber Titel zur Fußball-Europameisterschaft 1996 von Gremlin Interactive                                             |
| FIFA 97                                       | 1996 | PC, PlayStation, SNES, Game Boy, Sega Saturn, Sega Mega Drive                                                                  | |
| FIFA 64                                       | 1997 | Nintendo 64 | exklusiv für Nintendo 64 |
| FIFA: Road to World Cup 98                    | 1997 | PC, PlayStation, Nintendo 64, SNES, Game Boy, Sega Saturn, Sega Mega Drive                                                     | bzw. Die WM-Qualifikation |
| FIFA WM Frankreich '98                        | 1998 | PC, PlayStation, Nintendo 64, Game Boy                                                                                         | Titel zur Fußball-Weltmeisterschaft 1998                                                                                                |
| FIFA 99                                       | 1998 | PC, PlayStation, Nintendo 64                                                                                                   | |
| UEFA Champions League 1998–1999               | 1999 | PC, PlayStation | nicht von EA Games, aber Titel zur UEFA Champions League 1998/99 von Silicon Dreams Studio                                              |
| FIFA 2000                                     | 1999 | PC, PlayStation, Game Boy Color                                                                                                | |
| UEFA Champions League 1999–2000               | 2000 | PlayStation | nicht von EA Games, aber Titel zur UEFA Champions League 1999/2000 von Silicon Dreams Studio                                            |
| UEFA EURO 2000                                | 2000 | PC, PlayStation | Titel zur Fußball-Europameisterschaft 2000                                                                                              |
| Bundesliga Stars 2000                         | 2000 | PC, PlayStation | länderspezifische Version |
| UEFA Champions League 2000–2001               | 2000 | PlayStation | nicht von EA Games, zur Titel zur UEFA Champions League 2000/01 von Silicon Dreams Studio                                               |
| Bundesliga Stars 2001                         | 2001 | PC, PlayStation | |
| FIFA 2001                                     | 2000 | PC, PlayStation 2, PlayStation                                                                                                 | |
| FIFA Football 2002                            | 2001 | PC, PlayStation 2, PlayStation, Nintendo GameCube                                                                              | |
| FIFA Weltmeisterschaft 2002                   | 2002 | PC, PlayStation 2, PlayStation, Xbox, Nintendo GameCube                                                                        | Titel zur Fußball-Weltmeisterschaft 2002                                                                                                |
| FIFA Football 2003                            | 2002 | PC, PlayStation 2, PlayStation, Xbox, Nintendo GameCube, Game Boy Advance                                                      | |
| UEFA Champions League 2001–2002               | 2002 | PC, PlayStation 2 | nicht von EA Games, zur Titel zur UEFA Champions League 2001/02 von Silicon Dreams Studio                                               |
| FIFA Football 2004                            | 2003 | PC, PlayStation 2, PlayStation, Xbox, Nintendo GameCube, Game Boy Advance, Nokia N-Gage                                        | |
| UEFA EURO 2004                                | 2004 | PC, PlayStation 2, Xbox | Titel zur Fußball-Europameisterschaft 2004                                                                                              |
| UEFA Champions League 2004–2005               | 2004 | PC, PlayStation 2 | Titel zur UEFA Champions League 2004/05                                                                                                 |
| FIFA Football 2005                            | 2004 | PC, PlayStation 2, PlayStation, PlayStation Portable, Xbox, Nintendo GameCube, Game Boy Advance, Nokia N-Gage, Gizmondo        | |
| FIFA Street                                   | 2005 | PlayStation 2, Xbox, Nintendo GameCube                                                                                         | |
| FIFA 06                                       | 2005 | PC, PlayStation 2, PlayStation Portable, Xbox, Nintendo GameCube, Nintendo DS, Game Boy Advance                                | |
| FIFA 06: Road to Worldcup                     | 2005 | Xbox 360 | |
| FIFA WM 2006                                  | 2006 | PC, PlayStation 2, PlayStation Portable, Xbox 360, Xbox, Nintendo GameCube, Nintendo DS, Game Boy Advance                      | Titel zur Fußball-Weltmeisterschaft 2006                                                                                                |
| FIFA Street 2                                 | 2006 | PC, PlayStation 2, PlayStation Portable, Xbox, Nintendo GameCube, Nintendo DS                                                  | |
| UEFA Champions League 2006–2007               | 2006 | PC, PlayStation 2, PlayStation Portable, Xbox 360                                                                              | Titel zur UEFA Champions League 2006/07                                                                                                 |
| FIFA 07                                       | 2006 | PC, PlayStation 2, PlayStation Portable, Xbox 360, Xbox, Nintendo GameCube, Nintendo DS, Game Boy Advance                      | |
| FIFA Online                                   | 2006 | PC | Free-to-play-Ableger |
| FIFA 08                                       | 2007 | PC, PlayStation 3, PlayStation 2, PlayStation Portable, Xbox 360, Wii, Nintendo DS                                             | |
| FIFA Online 2                                 | 2007 | PC | 2. Free-to-play-Ableger, welcher in westliche Version schlicht als FIFA Online von EA Singapore und EA Canada entwickelt wurde.         |
| UEFA EURO 2008                                | 2008 | PC, PlayStation 3, PlayStation 2, PlayStation Portable, Xbox 360                                                               | Titel zur Fußball-Europameisterschaft 2008                                                                                              |
| FIFA Street 3                                 | 2008 | PC, PlayStation 3, Xbox 360, Nintendo DS                                                                                       | |
| FIFA 09                                       | 2008 | PC, PlayStation 3, PlayStation 2, PlayStation Portable, Xbox 360, Wii, Nintendo DS                                             | Erstmals mit Spielmodus FIFA Ultimate Team                                                                                              |
| FIFA 10                                       | 2009 | PC, PlayStation 3, PlayStation 2, PlayStation Portable, Xbox 360, Wii, Nintendo DS                                             | |
| FIFA-Fußball-Weltmeisterschaft 2010 Südafrika | 2010 | PC, PlayStation 3, PlayStation Portable, Xbox 360, Wii                                                                         | Titel zur Fußball-Weltmeisterschaft 2010                                                                                                |
| FIFA Superstars                               | 2010 | PC | |
| FIFA 11                                       | 2010 | PC, PlayStation 3, PlayStation 2, PlayStation Portable, Xbox 360, Wii, Nintendo DS                                             | |
| FIFA 12                                       | 2011 | PC, PlayStation 3, PlayStation 2, PlayStation Vita, PlayStation Portable, Xbox 360, Wii, Nintendo 3DS                          | |
| FIFA Street                                   | 2012 | PlayStation 3, Xbox 360 | |
| FIFA 13                                       | 2012 | PC, PlayStation 3, PlayStation 2, PlayStation Vita, PlayStation Portable, Xbox 360, Wii U, Wii, Nintendo 3DS                   | |
| FIFA Online 3                                 | 2012 | PC | 3. Free-to-play-Ableger, als FIFA Online 3 M für mobile Version                                                                         |
| FIFA 14                                       | 2013 | PC, PlayStation 4, PlayStation 3, PlayStation 2, PlayStation Vita, PlayStation Portable, Xbox One, Xbox 360, Wii, Nintendo 3DS | |
| FIFA World                                    | 2013 | PC | Free-to-play-Ableger |
| FIFA Fußball-Weltmeisterschaft Brasilien 2014 | 2014 | PlayStation 3, Xbox 360 | Titel zur Fußball-Weltmeisterschaft 2014                                                                                                |
| FIFA 15                                       | 2014 | PC, PlayStation 4, PlayStation 3, PlayStation Vita, Xbox One, Xbox 360, Wii, Nintendo 3DS                                      | |
| FIFA 16                                       | 2015 | PC, PlayStation 4, PlayStation 3, Xbox One, Xbox 360                                                                           | Erstmals inklusive Frauenfußball |
| FIFA Mobile                                   | 2016 | iOS, iPadOS, Android | Erschien hier zum ersten Mal, danach fortlaufende Jahresnummer FIFA Mobil 17 bis FIFA Mobil 22                                          |
| FIFA 17                                       | 2016 | PC, PlayStation 4 (Pro), PlayStation 3, Xbox One, Xbox 360                                                                     | Engine-Wechsel von Ignite zu Frostbite, Story-Modus                                                                                     |
| FIFA 18                                       | 2017 | PC, PlayStation 4 (Pro), PlayStation 3, Xbox One, Xbox 360, Nintendo Switch                                                    | Erstmals Lizenzen für die 3. Liga und den DFB-Pokal. Nach Update, inklusive Fußball-Weltmeisterschaft 2018 in Russland                  |
| FIFA 19                                       | 2018 | PC, PlayStation 4 (Pro), PlayStation 3, Xbox One, Xbox 360, Nintendo Switch                                                    | Lizenz für Champions-League, Europa-League und Supercup/Frauen WM 2019                                                                  |
| FIFA Online 4                                 | 2018 | PC | 4. Free-to-play-Ableger, als FIFA Online 4 M für mobile Version                                                                         |
| FIFA 20                                       | 2019 | PC, PlayStation 4 (Pro), Xbox One, Nintendo Switch                                                                             | Neuer Street- und Hallenfußballmodus „Volta“                                                                                            |
| FIFA 21                                       | 2020 | PC, PlayStation 4 (Pro), Xbox One, Nintendo Switch, PlayStation 5, Xbox Series X                                               | Neue Features für Volta, Karrieremodus, Gameplay und Ultimate Team                                                                      |
| FIFA 22                                       | 2021 | PC, PlayStation 4 (Pro), Xbox One, Nintendo Switch, PlayStation 5, Xbox Series X                                               | Neue HyperMotion-Gameplay-Technologie                                                                                                   |
| FIFA 23                                       | 2022 | PC, PlayStation 4 (Pro), Xbox One, Nintendo Switch, PlayStation 5, Xbox Series X/S                                             | Erstmals Vereinsfußball der Frauen. Nach Update, inklusive Fußball-Weltmeisterschaft 2022 und Fußball-Weltmeisterschaft der Frauen 2023 |
| FIFA Weltmeisterschaft 2026                   | 2026 | PC, PlayStation 4 (Pro), Xbox One, Nintendo Switch, PlayStation 5, Xbox Series X/S                                             | Geplante Titel zur Fußball-Weltmeisterschaft 2026.                                                                                      |

## EA-Sports-FC-Reihe
Neuer Ableger auf Grund abgelaufender Lizenzierung mit der FIFA. 
| Titel                 | Jahr | Systeme                                                                          | Anmerkung                                            |
| --------------------- | ---- | -------------------------------------------------------------------------------- | ---------------------------------------------------- |
| EA Sports FC Online   | 2018 | PC                                                                               | Umbenennung von FIFA Online 4 M.                     |
| EA Sports FC 24       | 2023 | PC, PlayStation 4 (Pro), Xbox One, Nintendo Switch, PlayStation 5, Xbox Series X | Erstmals mit der Lizenz von Ballon d’Or.             |
| EA Sports FC Mobile   | 2023 | PC, iOS, Android                                                                 | Umbenennung von FIFA Mobil.                          |
| EA Sports FC 25       | 2024 | PC, PlayStation 4 (Pro), Xbox One, Nintendo Switch, PlayStation 5, Xbox Series X | Neue Gameplay-Features und neues Kommentatoren-Team. |
| EA Sports FC Tactical | 2024 | iOS, Android                                                                     | Dieser Titel erschien für den asiatiaschen Markt.    |
| EA Sports FC 26       | 2025 | PC, PlayStation 4 (Pro), Xbox One, Nintendo Switch, PlayStation 5, Xbox Series X | Geplanter neuer Titel.                               |

## Ableger

### FIFA Street
Seit 2005 erscheinen in unregelmäßigen Abständen weitere Spiele der FIFA-Reihe namens FIFA Street, welche allerdings nicht den üblichen Stadionfußball, sondern den Straßenfußball darstellen. Der aktuelle und vierte Titel der Spieleserie ist FIFA Street (2012).

### Free-to-play

#### FIFA Online
FIFA Online befand sich seit 30. September 2010 in der finalen Beta und konnte von jedem getestet werden. Bei FIFA Online handelte es sich um ein kostenloses Massen-Mehrspieler-Online-Gemeinschaftsspiel für den PC. Das Spiel benutzte die gleiche Spiel-Engine wie FIFA 10 und auch das Gameplay ist sehr ähnlich.
Am 25. März 2011 wurde FIFA Online eingestellt und die Server abgeschaltet, nachdem die Entwickler von FIFA Online 2 EA eine unbekannte Geldsumme für die Einstellung boten.

#### FIFA Online 2
Im Jahr 2006 wurde FIFA Online 2 unter dem Namen FIFA Online veröffentlicht, welches im Europäischen Raum jedoch nicht beworben wurde, da hier die klassische Variante des jährlichen Vollpreistitels finanziell mehr versprach. Später wurde es in FIFA Online 2 umbenannt. Das Spiel basierte auf FIFA 08 und FIFA 09. Zudem basierte FIFA Online 2 wieder auf Tastatursteuerung anstelle der Maussteuerung von FIFA Online. Am 31. März 2013 wurden die Server in Südkorea komplett abgeschaltet. Am 5. November 2013 wurde das Spiel auch von der Online-Gaming-Webseite IAHGames abgeschaltet.

#### FIFA Online 3
Am 20. September erschien FIFA Online 3 in der Closed Beta und am 18. Dezember 2012 als vollwertiges Spiel in Südkorea. Später wurde das Spiel für andere asiatische Länder wie Thailand, Indonesien, Vietnam, Singapur, Malaysia und China veröffentlicht. Allerdings lässt sich das Spiel auch in anderen Regionen über den Garena-Clienten spielen und unterstützt mehrere Sprachversionen. Technisch orientiert sich das Spiel an der Spiele-Engine von FIFA 13.

#### EA Sports FC Online
Am 17. Mai 2017 wurde FIFA Online 4 in Südkorea veröffentlicht und erschien vor dem Start der Fußball-Weltmeisterschaft 2018 in Russland in vielen weiteren asiatischen Ländern. Als Spiele-Engine kommt die Frostbite-Engine 3 zum Einsatz. Am 22. September 2023 wurde es in EA Sports FC Online umbenannt.

#### FIFA World
Seit dem 12. November 2013 befindet sich FIFA World in der Open Beta in Brasilien und Russland und seit dem 20. Mai 2014 weltweit. Es bietet einen abgespeckten Ultimate-Team-Modus und einen Ligamodus. FIFA World bietet drei Steuerungsmöglichkeiten: Tastatur, Maus und Gamepad. Am 16. April 2015 gab Electronic Arts bekannt, die Server für FIFA World am 14. Juni 2015 abzuschalten.

#### FIFA Mobile
Am 11. Oktober 2016 veröffentlichte EA Sports eine kostenlose Variante für Android, iOS und Microsoft Windows anstatt der normalen FIFA-Version, die bis dahin seit 13 Jahren immer für Mobilgeräte verfügbar war. FIFA Mobile enthält eine stark veränderte Ultimate Team-Version. Die App erhält wie die anderen Ultimate Team-Versionen ein jährliches Update. Microsoft Windows wurde 2017 wieder entfernt.

## Lizenzen

### Werbefiguren
Folgende Liste enthält die bisherigen Werbefiguren auf dem Cover der deutschen FIFA-Ausgabe.

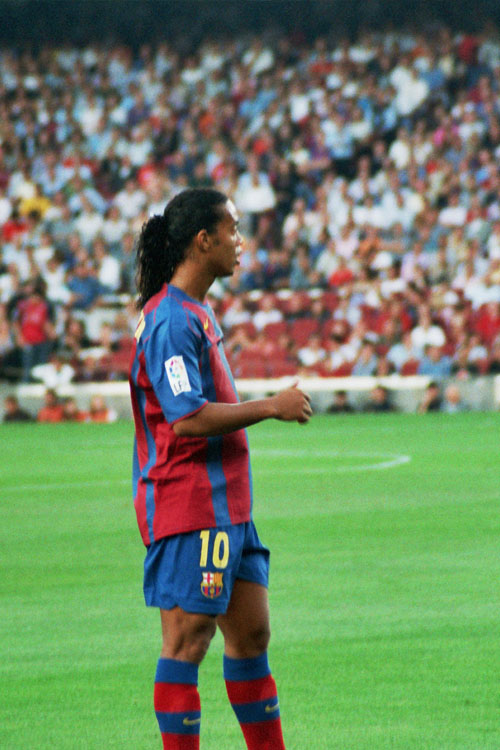
Bisher fünfmal auf dem deutschsprachigen FIFA-Cover: Ronaldinho

| Titel                      | Cover                                                       |
| -------------------------- | ----------------------------------------------------------- |
| FIFA Soccer 95             | Erik Thorstvedt                                             |
| FIFA 96                    | David Platt und Piotr Świerczewski                          |
| FIFA 97                    | David Ginola                                                |
| FIFA: Road to World Cup 98 | Andreas Möller                                              |
| FIFA 99                    | Olaf Thon                                                   |
| FIFA 2000                  | Mehmet Scholl                                               |
| FIFA 2001                  | Lothar Matthäus                                             |
| FIFA 2002                  | Gerald Asamoah                                              |
| FIFA 2003                  | Roberto Carlos, Ryan Giggs und Edgar Davids                 |
| FIFA 2004                  | Alessandro Del Piero, Thierry Henry und Ronaldinho          |
| FIFA 2005                  | Patrick Vieira, Fernando Morientes und Andrij Schewtschenko |
| FIFA 06                    | Wayne Rooney, Lukas Podolski und Ronaldinho                 |
| FIFA 07                    | Lukas Podolski und Ronaldinho                               |
| FIFA 08                    | Miroslav Klose und Ronaldinho                               |
| FIFA 09                    | Ronaldinho und Kevin Kurányi                                |
| FIFA 10                    | Bastian Schweinsteiger und Wayne Rooney                     |
| FIFA 11                    | Mesut Özil und René Adler                                   |
| FIFA 12                    | Lukas Podolski und Mats Hummels                             |
| FIFA 13                    | Lionel Messi                                                |
| FIFA 14                    | Lionel Messi                                                |
| FIFA 15                    | Lionel Messi                                                |
| FIFA 16                    | Lionel Messi                                                |
| FIFA 17                    | Marco Reus                                                  |
| FIFA 18                    | Cristiano Ronaldo                                           |
| FIFA 19                    | Cristiano Ronaldo und Neymar                                |
| FIFA 20                    | Virgil van Dijk und Eden Hazard                             |
| FIFA 21                    | Kylian Mbappé                                               |
| FIFA 22                    | Kylian Mbappé                                               |
| FIFA 23                    | Kylian Mbappé                                               |

### Spielkommentar
Wie in anderen Sportsimulationen besteht der Spielkommentar der FIFA-Serie aus vorgefertigten Sprach-Samples, die je nach Situation abgespielt werden. Die Samples wurden in der Vergangenheit von verschiedenen Kommentatoren der verschiedenen Sprachversionen eingesprochen.
In den ersten Spielen ab FIFA 96 kommentierten neben dem Hauptkommentator Wolf-Dieter Poschmann auch verschiedene Co-Kommentatoren die Spiele. So wurde Poschmann in der 1997er-Ausgabe durch Karl-Heinz Feldkamp und Martin Siebel unterstützt. 1998 wurde Siebel durch Werner Hansch ersetzt, der im Jahr 1999 als alleiniger Co-Kommentator neben Poschmann die Spiele kommentierte. Bereits im Jahr 2000 wurde Hansch durch Jörg Dahlmann ersetzt, der in den Spielen FIFA 2000 bis FIFA 2002 im Spiel enthalten war. Anschließend folgte das Duo Florian König und Tom Bartels, das bis FIFA 2005 die Spiele kommentierte. Anschließend folgte im Jahr 2006 das Kommentatorenpaar Thomas Herrmann und Patrick Wasserziehr. Seit der 2007er Ausgabe wurden für die Kommentare die Stimmen von Tom Bayer und seinem „Sky“-Kollegen Sebastian Hellmann verwendet. Mit FIFA 11 wurde das Kommentatoren-Duo Manfred Breuckmann und Frank Buschmann eingeführt. Seit dem Titel FIFA 16 werden die Spiele von dem Duo Wolff-Christoph Fuss und – wie seit FIFA 11 üblich – vom Co-Kommentator und Spielanalysten Frank Buschmann kommentiert.

## Community und E-Sport

### FIFA im E-Sport
Die E-Sport-Community der FIFA-Spiele hat sich im Laufe der Jahre zu einer festen Größe im gesamten E-Sport entwickelt. FIFA gehört zu den beliebtesten und meistverkauften Online-Spielen weltweit. Die FIFA-Serie ist mittlerweile im E-Sport anerkannt und bei den World Cyber Games als offizielle Disziplin aufgenommen. Dort ist Deutschland mit bislang 10 Goldmedaillen erfolgreichste Nation. Auch bei der deutschen ESL Meisterschaft ist FIFA seit langem eine ständige Disziplin, weshalb sehr viele deutsche Multigaming-Clans FIFA-Squads unterhalten. Damit hat sich FIFA in Deutschland als E-Sport-Titel etabliert. Auch die FIFA betreibt mit dem FIFA Interactive World Cup eine eigene Weltmeisterschaft.
Derzeit wird FIFA unter anderem in der World League eSport Bundesliga, der Electronic Sports League, der ClanBase und der WWCL professionell gespielt.
Mit Hertha BSC, VfL Wolfsburg, FC Schalke 04, RB Leipzig, VfB Stuttgart, FC Augsburg sowie Werder Bremen haben auch sieben Fußball-Bundesligisten in Deutschland E-Sportler unter Vertrag genommen.
In Österreich nehmen seit 2017 alle Vereine der Fußball-Bundesliga mit E-Sportlern an der eBundesliga teil. Im ersten Finale am 8. Dezember 2017 siegte der SK Sturm Graz im Teambewerb. In den folgenden Saisons 2018/19 und 2019/20 wurde der FC Red Bull Salzburg Meister. Im Einzelwettbewerb der Auftaktsaison siegte Sercan Kara vom LASK Linz. In der Saison 2018/19 gewann Manuel Niedermayr vom SKN St. Pölten, 2019/20 Marcel Holy vom FK Austria Wien.
Im Jahr 2022 konnte Brasilien den Weltmeistertitel erringen.

#### Ergebnisse
| Wettbewerb                             | Spielmodus | Jahr | Plattform                | Austragungsort                                                            | Preisgeld | Platz 1                  | Platz 2                | Platz 3                    | Spiel-Version      |
| -------------------------------------- | ---------- | ---- | ------------------------ | ------------------------------------------------------------------------- | --------- | ------------------------ | ---------------------- | -------------------------- | ------------------ |
| World Cyber Games                      | 1 on 1     | 2000 | PC                       | Yongin, Everland                                                          | 50.000 $  | Lee Ji-hun               | Park Jin-hyung         | Lee Ro-su                  | FIFA 2000          |
| World Cyber Games                      | 1 on 1     | 2001 | PC                       | Seoul, COEX Convention & Exhibition Center                                | 35.000 $  | Kim Doo-hyung            | Francesco di Dio       | Wei Zheng                  | FIFA 2001          |
| World Cyber Games                      | 1 on 1     | 2002 | PC                       | Daejeon, Expo Science Park                                                | 43.000 $  | Hwang Sang-woo           | Kim Doo-hyung          | Stefan Berndt              | FIFA Football 2002 |
| World Cyber Games                      | 2 on 2     | 2002 | PC                       | Daejeon, Expo Science Park                                                |           | Deutschland              | Vereinigtes Königreich | Italien                    | FIFA Football 2002 |
| CPL Europe                             | 1 on 1     | 2003 | PC                       | Cannes, Palais des Festivals et des Congrès                               | 3.000 €   | Marco Jongerius          | Stefan Berndt          | [pG]Chicken                | FIFA Football 2003 |
| World Cyber Games                      | 1 on 1     | 2003 | PC                       | Seoul, Olympic Park Seoul                                                 | 35.000 $  | Dennis Schellhase        | Daniel Schellhase      | Choi Daehan                | FIFA Football 2003 |
| World Cyber Games                      | 1 on 1     | 2004 | PC                       | San Francisco, Bill Graham Civic Auditorium                               | 40.000 $  | Choi Daehan              | Bruno Carrico          | Daniel Rasche              | FIFA Football 2004 |
| World Cyber Games                      | 1 on 1     | 2005 | PC                       | Singapur, Suntec Singapore International Convention and Exhibition Centre | 35.000 $  | Dennis Schellhase        | Wiktor Gusew           | Eduardo Torralbo           | FIFA 05            |
| World Cyber Games                      | 1 on 1     | 2006 | PC                       | Monza, Autodromo Nazionale Monza                                          | 27.000 $  | Daniel Schellhase        | Ovidiu Patrascu        | Wiktor Gusew               | FIFA 06            |
| World Cyber Games                      | 1 on 1     | 2007 | PC                       | Seattle, CenturyLink Field                                                | 26.000 $  | Daniel Schellhase        | Victor Sánchez         | Ognyan Tomov               | FIFA 07            |
| World Cyber Games                      | 1 on 1     | 2008 | PC                       | Köln, Koelnmesse                                                          | 23.000 $  | Marius Craciun           | Pedro Caiado           | Juan Francisco Sotullo     | FIFA 08            |
| World Cyber Games                      | 1 on 1     | 2009 | PC                       | Chengdu, Century City New Convention & Exposition Center                  | 16.000 $  | Joshua Begehr            | Daniel Schellhase      | Piotrek Zajkowski          | FIFA 09            |
| Electronic Sports World Cup            | 1 on 1     | 2009 | PC                       | Cheonan                                                                   |           | Kim Jung-Min             | Lee Woo-Young          | Yang Jin-Mo                | FIFA ONLINE 2      |
| Asian Indoor Games                     | 1 on 1     | 2009 |                          | Hanoi, Hanoi University of Science and Technology                         |           | Davoud Khoei             | Liu Xiao               | Tô Trung Hiếu / Yang Zheng | FIFA 09            |
| World Cyber Games                      | 1 on 1     | 2010 | PC                       | Los Angeles, Los Angeles Convention Center                                | 11.000 $  | Kevin Santner            | Zheng Yang             | Michal Polivka             | FIFA 10            |
| Electronic Sports World Cup            | 1 on 1     | 2010 |                          | Paris, Disneyland Paris                                                   | 14.000 $  | Anas Sofi                | Sergio Pires           | Andrei Jordan Torres       | FIFA 10            |
| World Cyber Games                      | 1 on 1     | 2011 | PC                       | Busan, Busan Exhibition and Convention Center                             | 14.000 $  | Kai Wollin               | Bartosz Pistka         | Mattia Guarracino          | FIFA 11            |
| FIFA Interactive World Cup             | 1 on 1     | 2011 | PlayStation 3            | Los Angeles, Mayan                                                        |           | Francisco Cruz           | Javier Munoz           | Steven Azzi                | FIFA 11            |
| Electronic Sports World Cup            | 1 on 1     | 2011 | PlayStation 3            | Paris, Paris expo Porte de Versailles                                     |           | Adrien Viaud             | Rafael Riobó Sánchez   | Francisco Cruz             | FIFA 11            |
| World Cyber Games                      | 1 on 1     | 2012 | PC                       | Kunshan, KunShan Convention and Exhibition Center                         | 17.000 $  | Kai Wollin               | Bartosz Tritt          | Juan Francisco Sotullo     | FIFA 12            |
| FIFA Interactive World Cup             | 1 on 1     | 2012 | PlayStation 3            | Katar, Jumeirah Beach Hotel                                               |           | Alfonso Ramos            | Bruce Grannec          | Kai Wollin                 | FIFA 12            |
| Electronic Sports World Cup            | 1 on 1     | 2012 | Xbox 360                 | Paris, Paris expo Porte de Versailles                                     |           | Bruce Grannec            | Ovidiu Patrascu        | Julien Dassonville         | FIFA 13            |
| FIFA Interactive World Cup             | 1 on 1     | 2013 | PlayStation 3            | Madrid                                                                    |           | Bruce Grannec            | Andrei Torres Vivero   | Rafael Riobo               | FIFA 13            |
| Electronic Sports World Cup            | 1 on 1     | 2013 | Xbox 360                 | Paris, Paris expo Porte de Versailles                                     |           | Vincent Hoffmann         | Robert Fahretdinov     | Ivan Lapanje               | FIFA 14            |
| World Cyber Games                      | 1 on 1     | 2013 | PC                       | Kunshan, KunShan Convention and Exhibition Center                         | 17.000 $  | Keivan Javadi Elyaderani | Tim Schiewe            | Juan Francisco Sotullo     | FIFA 14            |
| Asian Indoor & Martial Arts Games 2013 | 1 on 1     | 2013 |                          | Incheon, Samsan World Gymnasium                                           |           | Pavel Saprikin           | Chen Wei               | Chew Hoe Shen              | FIFA 13            |
| Electronic Sports World Cup            | 1 on 1     | 2014 | Xbox One                 | Paris, Paris expo Porte de Versailles                                     | 8.000 $   | Navid Borhani            | Sean Allen             | Benfreha Hicham            | FIFA 15            |
| FIFA Interactive World Cup             | 1 on 1     | 2014 | PlayStation 3            | Rio de Janeiro, Zuckerhut / Estádio das Laranjeiras                       | 20.000 $  | August Rosenmeier        | David Bytheway         | Steven van de Vorst        | FIFA 14            |
| FIFA Interactive World Cup             | 1 on 1     | 2015 | PlayStation 4            | München, Münchner Volkstheater / Palais Lenbach                           | 26.000 $  | Abdulaziz Alshehri       | Julien Dassonville     | August Rosenmeier          | FIFA 15            |
| Electronic Sports World Cup            | 1 on 1     | 2015 | Xbox One                 | Paris, Paris expo Porte de Versailles                                     | 8.000 $   | August Rosenmeier        | Spencer Ealing         | Erhan Kayman               | FIFA 16            |
| FIFA Interactive World Cup             | 1 on 1     | 2016 | PlayStation 4 & Xbox One | New York City, Apollo Theater                                             | 25.000 $  | Mohamad Al-Bacha         | Sean Allen             | Ivan Lapanje / Dylan Bance | FIFA 16            |

### Onlineligen
Für ein realistischeres Online-Spielerlebnis entstanden ab FIFA 98 eine Vielzahl an FIFA-Onlineligen. Diese organisieren sich seit 1998 im Verband deutschsprachiger FIFA Ligen (VDFL). Der Verband trägt zwei Mal im Jahr die offizielle deutsche FIFA-Meisterschaft aus. Auf den Spieleplattformen PC, PlayStation und Xbox wird jeweils ein offizieller deutscher FIFA-Meister gekürt. Die einzelnen Teilnehmer treten für hunderte verschiedene Ligen bzw. Clans an. Zu den größten und erfolgreichsten Onlineligen gehörten in den letzten Jahren die German FIFA League der VDFB und die FIFA-Fighters. Die besten Clans waren vor allem mTw und SK Gaming.

## Rezeption
In den frühen Jahren seiner Existenz konnte die Serie Maßstäbe setzen. Als Meilensteine gelten insbesondere die Teile FIFA Soccer 1996, welches erstmals ein in 3D-Grafik dargestelltes Spielfeld bot, und FIFA 98. Zu letzterem erschienen noch 2008 von Fans erstellte Add-ons, darunter ein Paket mit den damals aktuellen Mannschaftsdaten der Saison 2007/08 unter dem Titel „Because It’s Still the Best“-Patch.
Später allerdings kämpfte FIFA über Jahre mit dem Ruf, ein kostenpflichtiges jährliches Daten-Update zu sein. Dennoch gestützt durch die hohe Anzahl von Lizenzen und die rege Beliebtheit im Markt, wurden Veränderungen nur im kleinen Rahmen durchgeführt. Zusätzlich belief sich die Tiefe des Spieles aufgrund vorgeschriebener Abläufe nur auf mäßigem Niveau. Der unmittelbare Marktkonkurrent Pro Evolution Soccer konnte in dieser Zeit die besten Kritiken für sich gewinnen. Seit einigen Jahren wird diesem Trend durch die Entwickler entgegengewirkt, was auch in der Presse seine Würdigung fand.
Spätestens seit der Veröffentlichung von FIFA 09, das in der Fachpresse Höchstwertungen erzielen konnte, genießt die FIFA-Serie nicht nur kommerziellen, sondern auch kritischen Erfolg unter den Fußballfans. Von FIFA 10 wurden weltweit bis zum Februar 2010 knapp 10 Millionen Einheiten verkauft.
Bei vielen Redaktionen und Computerspielern stieß die Konzentration des Spiels von EA auf neuere Konsolen und die daraus resultierende Stagnation der Grafik und des Gameplays in der PC-Version auf Unverständnis. Erst mit FIFA 11 wurde die Entwicklung der PC-Version seitens EA wieder mehr in den Fokus genommen und ein Entwicklungsniveau ähnlich der Versionen für die PlayStation 3 und die Xbox 360 angestrebt.
Unterschiede gibt es abhängig von der Plattform: Während die Versionen für PlayStation 2 und Xbox eine veraltete Engine verwenden, wird für Xbox 360, PlayStation 3 und Windows eine neue Version verwendet. Dadurch ist unter anderem eine bessere Berechnung der Ballphysik möglich. Die Attribute aller 22 Spieler werden in Echtzeit berechnet und beeinflussen somit aktiv das Spielgeschehen. In die Xbox-360-Version von FIFA 07 waren nur sechs der 25 Ligen und wenige Stadien, die in den übrigen Versionen enthalten sind, integriert. Wegen des geringen Umfangs wurde über diese Version vom Onlinemagazin Chip Online behauptet, es würden Stimmen laut, die das Spiel als „beschnittene“ Version bezeichneten.
Die PlayStation-3- und PlayStation-4-Version und Xbox-360- und Xbox-One-Version von FIFA 14 unterscheiden sich inhaltlich kaum. Unterschiede bestehen nur in technischer Sicht in Form von feineren Animationen und einer direkteren Steuerung, die die Next-Gen Version aufweisen. In FIFA 15 beinhaltet die PC-Version auch die neue Ignite-Engine und unterscheidet sich somit nicht mehr qualitativ von der Xbox-One-Version und PlayStation-4-Version.